# Патара-Дманиси
Патара-Дманиси (груз. პატარა დმანისი) — село в Грузии, в общине Диди-Дманиси на территории Дманисского муниципалитета края Квемо-Картли.

## География
Село находится в юго-восточной части Грузии, у слияния рек Пинезаури и Машаверы, на расстоянии приблизительно 11 километров (по прямой) к северо-востоку от города Дманиси, административного центра муниципалитета. Абсолютная высота — 900 метров над уровнем моря.

## Население
По результатам официальной переписи населения 2014 года в Патара-Дманиси проживало 116 человек (57 мужчин и 59 женщин). В национальной структуре населения грузины составили 92 %, азербайджанцы — 6 %.
| Год  | Население, человек |
| ---- | ------------------ |
| 2002 | 169                |
| 2014 | ↘ 116              |

## Достопримечательности
Вблизи села расположен Дманисский собор богоматери.